# Лепор, Джилл
Джилл Лепор (англ. Jill Lepore; род. 27 августа 1966, Массачусетс, США) — американский историк. Доктор философии (1995), профессор Гарварда, где трудится с 2003 года, член Американской академии искусств и наук и Американского философского общества (обеих — с 2014). Сотрудничает также (с 2005 года) с The New Yorker, куда пишет об американской истории, политике и культуре. Эссеистка и публицист, автор бестселлеров. Лауреат Bancroft Prize и премии Ханны Арендт (2021).

## Биография
Окончила Университет Тафтса (бакалавр английского языка, 1987), степень магистра по американской культуре получила в Мичиганском университете в 1990 году, а степень доктора философии по американистике — в Йеле в 1995 году.
Ныне именной профессор David Woods Kemper ’41 Professor американской истории Гарварда, в штате кафедры истории которого состоит с 2003 года. (Перед тем преподавала в Бостонском университете.) Профессор Гарвард-колледжа (2012). Также преподаёт в Гарвардской школе права. Соучредитель и соредактор веб-журнала Common-place (common-place.org).
Являлась президентом Society of American Historians.
- Ralph Waldo Emerson Award[англ.] (1998)
- Bancroft Prize[англ.] (1999)
- Walter Channing Cabot Fellow (2006)[6]

Автор Book of Ages: The Life and Opinions of Jane Franklin (2013), названной Best Nonfiction Book of the Year по версии Time, и финалиста National Book Award for Nonfiction того года, а также отмеченной Mark Lynton Prize. Её другие книги: “The Name of War: King Philip’s War and the Origins of American Identity”, The Story of America: Essays on Origins (2012), The Secret History of Wonder Woman (2014), These Truths: A History of the United States (2018), The Case for the Nation (2019). Выход её книги IF THEN: How the Simulmatics Corporation Invented the Future ожидается в сентябре 2020 года.
Замужем, трое сыновей. Вместе с семьёй проживает в Кембридже (Массачусетсе).
"...Я наслаждаюсь находчивым интеллектом (clever intelligence - прим.) моей коллеги Джилл Лепор", - отмечал гарвардский профессор Фил Делория.